# Sonny Bupp
Sonny Bupp (né le 10 janvier 1928 à New York, États-Unis et mort le 1er novembre 2007), est un acteur américain.

## Biographie
Né Moyer MacClaren Bupp à New York, Sonny Bupp était le frère des acteurs Tommy (1924-1983), June (1913-1989) et Ann Bupp (1922-2005). Il a joué dans plus de 60 films au cours de sa carrière, notamment dans deux comédies de Our Gang, Our Gang Follies (1935) et Men in Fright (1938).
Il est apparu dans Citizen Kane en tant que fils de Charles Foster Kane, et il est en 2006 le dernier membre encore en vie de la distribution de ce film. Il a également joué dans le film Cash and Carry des Trois Stooges en 1937, ainsi que dans des films tels que Love Is on the Air (le premier film de Ronald Reagan), The Renegade Trail, Annie Oakley (avec Barbara Stanwyck), Kid Millions, Angels With Dirty Faces, The Devil and Daniel Webster et Tennessee Johnson.

## Filmographie
- 1934 : Kid Millions de Roy Del Ruth : Boy flinging ice cream
- 1935 : It Happened in New York (en) d'Alan Crosland : Child
- 1935 : La Gloire du cirque (Annie Oakley) de George Stevens : Boy at Shooting Gallery
- 1935 : Our Gang Follies of 1936 (en) de Gus Meins
- 1936 : Man Hunt (en) de William Clemens : Young Boy
- 1936 : Héros d'un soir (Song and Dance Man) d'Allan Dwan : Boy
- 1936 : Hearts in Bondage (en) de Lew Ayres
- 1936 : And Sudden Death (en) de Charles Barton : School boy
- 1936 : Tonnerre sur la cité ardente (San Francisco) de W. S. Van Dyke
- 1936 : Star for a Night de Lewis Seiler : Fritz
- 1936 : Rose Bowl de Charles Barton : Young Boy
- 1936 : What Becomes of the Children? (en) de Walter Shumway : Little Freddy
- 1937 : We Who Are About to Die de Christy Cabanne : Hit-and-run victim
- 1937 : Woman-Wise d'Allan Dwan : Boy
- 1937 : Septième District de William Dieterle : Boy with Lollipop
- 1937 : Murder Goes to College de Charles Reisner : Boy
- 1937 : Les Horizons perdus (Lost Horizon) de Frank Capra : Boy being carried to plane
- 1937 : Michael O'Halloran de Karl Brown : Sarge
- 1937 : Cash and Carry (en) de Del Lord : Jimmie
- 1937 : My Dear Miss Aldrich de George B. Seitz : Boy asking for rabbit
- 1937 : Meurtre à la radio (Love Is on the Air) de Nick Grinde : Billie - Boy on Radio Program
- 1937 : Love on Toast (en) d'Ewald André Dupont
- 1937 : Missing Witnesses de William Clemens : Little Boy
- 1937 : Hollywood Hotel de Busby Berkeley : Little boy
- 1938 : Swing Your Lady de Ray Enright : Len Horn
- 1938 : Hunted Men de Louis King : Boy
- 1938 : Penrod's Double Trouble de Lewis Seiler : Bit Part
- 1938 : Men in Fright (en) de George Sidney : Sonny, boy in hospital
- 1938 : Tempête (The Storm) de Harold Young : Jeune garçon
- 1938 : Les Anges aux figures sales (Angels with Dirty Faces) de Michael Curtiz : Boy
- 1939 : Risky Business (en) : Boy
- 1939 : Boy Trouble (en) de George Archainbaud : Chester Platt
- 1939 : Sudden Money de Nick Grinde : Billy
- 1939 : Fixer Dugan (en) de Lew Landers : The Boy Chiseler
- 1939 : On Borrowed Time : Boy in Tree
- 1939 : Feathered Pests : Kid
- 1939 : The Renegade Trail : Joey Joyce
- 1939 : Veillée d'amour (When Tomorrow Comes) : Boy Hiding from Policeman
- 1939 : The Day of Rest : Younger son
- 1939 : No Place to Go : Thomas M. 'Tommy' Foster
- 1940 : Police-secours (Emergency Squad) : Peter
- 1940 : Abraham Lincoln (Abe Lincoln in Illinois) : Willie Lincoln
- 1940 : Little Orvie : Freddie Jackson
- 1940 : Half a Sinner (en) d'Al Christie : Willy
- 1940 : Parole Fixer (en) : Bobby Mattison
- 1940 : Les Bas-fonds de Chicago (Queen of the Mob) de James Patrick Hogan : Newsboy
- 1940 : Les Déracinés (Three Faces West) : Billy Welles
- 1940 : Diamond Frontier (en) : Karl Bloem
- 1940 : Slightly Tempted : Sonny
- 1940 : She Couldn't Say No : Boy with news of Pansy
- 1941 : Father's Son : Berries Sweeney
- 1941 : Citizen Kane : Charles Foster Kane III
- 1941 : Sergent York (Sergeant York) : Boy in Sunday school
- 1941 : Bad Men of Missouri (it) de Ray Enright : Grat Dalton, as a Young Boy
- 1941 : International Squadron (en) : Boy
- 1941 : One Foot in Heaven : Boy
- 1941 : Tous les biens de la terre (The Devil and Daniel Webster) : Martin Van Buren Aldrich
- 1941 : West of Cimarron (en) : Young Boy
- 1942 : Code of the Outlaw (en) : Work Farm Kid
- 1942 : La Fièvre du jazz (Syncopation) de William Dieterle : Boy
- 1942 : Wings for the Eagle de Lloyd Bacon : Kid Playing Football
- 1942 : The Loves of Edgar Allan Poe de Harry Lachman : Graham's Office Boy
- 1942 : Tennessee Johnson de William Dieterle : Bellboy
- 1943 : Eyes of the Underworld : Boy